# Amstel Gold Race 1994
La 29ª edición de la Amstel Gold Race se disputó el 23 de abril de 1994 en la provincia de Limburg (Países Bajos). La carrera constó de una longitud total de 250 km, entre Heerlen y Maastricht.
El vencedor fue el belga Johan Museeuw (GB-MG Maglificio) fue el vencedor de esta edición al imponerse al sprint a su compañero de fuga, el italiano Bruno Cenghialta (Gewiss-Ballan). El también italiano Marco Saligari (GB-MG Maglificio) completó el podio. 

## Clasificación final
| Pos. | Ciclista           | Equipo           | Tiempo     |
| ---- | ------------------ | ---------------- | ---------- |
| 1    | Johan Museeuw      | GB-MG Maglificio | 6h 42' 34" |
| 2    | Bruno Cenghialta   | Gewiss-Ballan    | m. t.      |
| 3    | Marco Saligari     | GB-MG Maglificio | + 07"      |
| 4    | Alberto Volpi      | Gewiss-Ballan    | m. t.      |
| 5    | Davide Rebellin    | GB-MG Maglificio | m. t.      |
| 6    | Steven Rooks       | TVM              | m. t.      |
| 7    | Claudio Chiappucci | Carrera Jeans    | m. t.      |
| 8    | Gérard Rué         | Banesto          | m. t.      |
| 9    | Richard Virenque   | Festina-Lotus    | m. t.      |
| 10   | Didier Rous        | Gan              | m. t.      |